# Perpetuum
Perpetuum – gra komputerowa typu MMOG osadzona w świecie science-fiction, wydana przez Avatar Creations. Światowa premiera miała miejsce 25 listopada 2010 roku.

## Fabuła
Akcja gry ma miejsce w niedalekiej przyszłości na podobnej do Ziemi planecie zwanej Nia. Ludzkość odkryła na niej nowe źródło energii niezbędne do jej nieprzerwanego rozwoju. Planeta jest zamieszkana również przez roboty, których technologia, obok odkrytych zasobów, jest celem nowego podboju ludzkości.

## Rozgrywka
Gra rozgrywa się na jednym serwerze. W wielu aspektach przypomina EVE Online. Zdobywanie doświadczenia (EP - extension points) jest oparte na punktach, które są przyznawane automatycznie. Co 1 minutę postać (konto) otrzymuje 1 punkt. Punkty te z czasem mogą być rozłożone na różnego typu rozszerzenia (extension) usprawniające rozgrywkę w wielu kierunkach.
Środkiem transportu w grze jest robot. Świat jest podzielony na dwa rodzaje wysp: alfa – z rozgrywką typu PvE i beta – PvP. Gracz ma możliwość wykonywania misji dla korporacji NPC, wydobywania rud i zbierania roślin czy też zwiedzania świata.
Gracz może wziąć udział w różnych obszarach projektu, jak np.:
- walczyć na pierwszej linii frontu zdobywając nowe terytoria,
- rozwijać już istniejące infrastruktury,
- podjąć się handlu towarami lub usługami,
- tworzyć własne korporacje,
- ustawić własne cele[5].